# Klal-Verlag
Der Klal-Verlag war ein kleiner jüdischer Verlag in Berlin. Er bestand von 1921 bis 1929.

## Geschichte, Verlagsleitung
Im Jahr 1921 wurde der Klal-Verlag in Berlin gegründet. Er baute wahrscheinlich auf dem Folks-Farlag auf, der seit 1919 in Kiew und St. Petersburg bestand. Der Name des Verlages bedeutet Prinzip bzw. fester Grundsatz.
Der Sitz der Kommanditgesellschaft auf Aktien befand sich in der Markgrafenstraße 73 in Berlin-Kreuzberg im Gebäudekomplex des Ullstein-Verlags, dem er auch strukturell angeschlossen war.
Seit 1924 war Julius Kaliski der führende Gesellschafter neben Leo Lew.
Der Klal-Verlag schloss sich 1928 dem jüdischen Jalkut-Verlag in der Kantstraße 64 an, wurde aber 1929 aufgelöst. Der Jalkut-Verlag bestand noch bis etwa 1930.

## Publikationen (Auswahl)
Im Klal-Verlag erschienen über 70 Titel zwischen 1922 und 1924, die meisten in jiddischer Sprache. Danach gab es nur noch Nachauflagen bestehender Ausgaben.